# Penrod Schofield
Penrod Schofield è il ragazzino protagonista di una popolare trilogia di racconti pubblicati dallo scrittore statunitense Booth Tarkington: Penrod (1914), Penrod and Sam (1916) e Penrod Jashber (1929). I tre libri furono quindi raccolti e pubblicati insieme nel 1931 nel volume Penrod: His Complete Story.

## Il personaggio
Penrod è un ragazzino undicenne che vive con i genitori e la sorella maggiore, in una famiglia piccolo-borghese in una cittadina del Midwest statunitense negli anni immediatamente precedenti alla prima guerra mondiale.    
Come Tom Sawyer, da cui lo scrittore Booth Tarkington prese ispirazione nel creare il proprio personaggio, Penrod è un ragazzino ribelle, impertinente, avventuroso, che con suoi amici ne combina sempre di tutti i colori. Penrod però è anche intelligente, coraggioso, sensibile, dal cuore tenero, sempre in cerca di affetto.
Penrod ha in "Sam Williams" un compagno inseparabile di avventure, e conosce con "Marjorie Jones" il suo piccolo romanzo d'amore. Il quartiere dove vive è multietnico. Tra i suoi amici ci sono anche un ragazzino ebreo ("Maurice Levy") e due fratellini afroamericani ("Herman e Verman Washington"), che per quanto descritti con tratti stereotipati interagiscono su un piano di sostanziale parità con i loro compagni. "Georgie Busset", secchione e presentuoso, è invece il contraltare di "Penrod", il suo nemico giurato ed anche la vittima preferita dei suoi scherzi. 

## Adattamenti teatrali e cinematografici del personaggio
| Anno | Penrod        | I compagni | La famiglia                                                                           | Teatro / Cinema |
| ---- | ------------- | --- | ------------------------------------------------------------------------------------- | --- |
| 1918 | Andrew Lawlor | Richard Ross (Sam), Thomas McCann (Herman), Charles Whitfield (Verman), Helen Chandler (Marjorie), Ben F. Grauer (Georgie)                                                       | Edmund Elton (il padre), Catherine Emmet (la madre), Helen Hayes (la sorella)         | Penrod, adattamento teatrale di Edward E. Rose, prodotto per la prima volta al Globe Theatre e al Punch and Judy Theatre, Broadway, New York (USA). |
| 1922 | Wesley Barry  | Gordon Griffith (Sam), Ernest Morrison (Herman), Florence Morrison (Verman), Clara Horton (Marjorie), Newton Hall (Georgie)                                                      | Tully Marshall (il padre), Claire McDowell (la madre), Marjorie Daw (la sorella)      | Penrod, film muto (USA), regia di Marshall Neilan.                                                                                                  |
| 1923 | Ben Alexander | Joe Butterworth (Sam), Buddy Messinger (Rodney), Newton Hall (Georgie), Gertrude Messinger (Marjorie), Joe McGray (Herman), Eugene Jackson (Verman), Robert Gordon (Maurice)     | Rockliffe Fellowes (il padre), Gladys Brockwell (la madre), Mary Philbin (la sorella) | Penrod and Sam, film muto (USA), regia di William Beaudine.                                                                                         |
| 1931 | Leon Janney   | Frank Coghlan Jr. (Sam), Michael Stuart (Rodney), Billy Lord (Georgie), Margaret Marquis (Marjorie), Jimmy Robinson (Herman), Robert Dandridge (Verman), Sidney Miller (Maurice) | Matt Moore (il padre), Dorothy Peterson (la madre), Helen Beaudine (la sorella)       | Penrod and Sam, film (USA), regia di William Beaudine.                                                                                              |
| 1931 | Billy Hayes   | Bobby Jordan / David Gorcey (Sam), Jackie Kelk (Georgie), Paul White (Herman), Ed Edwards (Verman)                                                                               | Ray Collins (il padre), Lucille Sears (la madre)                                      | Penrod, serial cinematografico di 7 cortometraggi (USA), regia di Alfred J. Goulding.                                                               |
| 1937 | Billy Mauch   | Harry Watson (Sam), Jackie Morrow (Rodney), Philip Hurlic (Verman), Matthew 'Stymie' Beard (Buzz [Herman])                                                                       | Frank Craven (il padre), Spring Byington (la madre)                                   | Piccoli G-men (Penrod and Sam), film (USA), regia di William C. McGann.                                                                             |
| 1938 | Billy Mauch   | Bobby Mauch (Danny), Jackie Morrow (Rodney), Philip Hurlic (Verman), Johnnie Pirrone Jr. (Sam)                                                                                   | Frank Craven (il padre), Spring Byington (la madre)                                   | Penrod and His Twin Brother, film (USA), regia di William C. McGann.                                                                                |
| 1938 | Billy Mauch   | Bobby Mauch (Danny), Jackie Morrow (Rodney), Philip Hurlic (Verman), Johnnie Pirrone Jr. (Sam)                                                                                   | Gene Lockhart (il padre), Kathleen Lockhart (la madre)                                | Penrod's Double Trouble, film (USA), regia di Lewis Seiler.                                                                                         |

## Influenze nella cultura
- Nel 1969 Tim Dawe ha pubblicato un album musicale dedicato al personaggio (Penrod).[4]